# Bodzanów (województwo opolskie)
Bodzanów (niem. Langendorf) – wieś w Polsce położona w województwie opolskim, w powiecie nyskim, w gminie Głuchołazy.
Częściami wsi są Dłużnica i Rudawa.
Według danych na 2011 wieś była zamieszkana przez 1493 osoby.

## Geografia
Wieś jest położona w południowo-zachodniej Polsce, w województwie opolskim, około 2,5 km od granicy z Czechami, na Przedgórzu Burgrabickim, będącym częścią Przedgórza Paczkowskiego. Przepływa przez nią rzeka Biała Głuchołaska. Należy do Euroregionu Pradziad.
W Bodzanowie panuje klimat umiarkowany ciepły. Średnia temperatura roczna wynosi +7,8 °C. Duże zróżnicowanie dotyczy termicznych pór roku. Średnie roczne opady atmosferyczne w rejonie Bodzanowa wynoszą 615 mm. Dominują wiatry zachodnie.

## Historia
W średniowieczu wieś była własnością wójta Głuchołaz. W 1622 przeszła w ręce jezuitów, którzy wznieśli tu klasztor.
W 1945 w miejscowości doszło do licznych mordów dokonanych przez niemieckich nazistów na ewakuowanych więźniów obozów koncentracyjnych. Na terenie wioski zamordowano 60 więźniów.
W latach 1954–1959 wieś należała i była siedzibą władz gromady Bodzanów, po jej zniesieniu w gromadzie Głuchołazy.
W latach 1945–1950 Bodzanów należał do województwa śląskiego, a od 1950 do województwa opolskiego. W latach 1975–1998 miejscowość należała administracyjnie do ówczesnego województwa opolskiego.

## Zabytki
Do wojewódzkiego rejestru zabytków wpisane są:
- kościół par. pw. św. Józefa, z XVIII w., pocz. XIX w.
- klasztor oo. jezuitów, obecnie oo. oblatów, z XVIII w., 1931 r.
- park
- mogiła ofiar oświęcimskich, na cmentarzu rzym.-kat.

## Turystyka
Przez Bodzanów prowadzi szlak rowerowy:
- Trasa rowerowa PTTK nr R9: Głuchołazy – Kolonia Jagiellońska – Bodzanów – Rudawa – Nowy Świętów – Wilamowice Nyskie – Gierałcice – Biskupów – Łączki – granica województw opolskiego i dolnośląskiego

## Ludzie urodzeni w Bodzanowie
- Paul Peikert (1884–1949), duchowny katolicki, w latach 1932–1946 proboszcz parafii św. Maurycego we Wrocławiu, autor Kroniki dni oblężenia Wrocławia 22.I – 6.V.1945 – dokumentu szczegółowo opisującego życie wewnątrz oblężonej przez Armię Czerwoną pod koniec II wojny światowej Festung Breslau – „Twierdzy Wrocław”.